# Ictinus

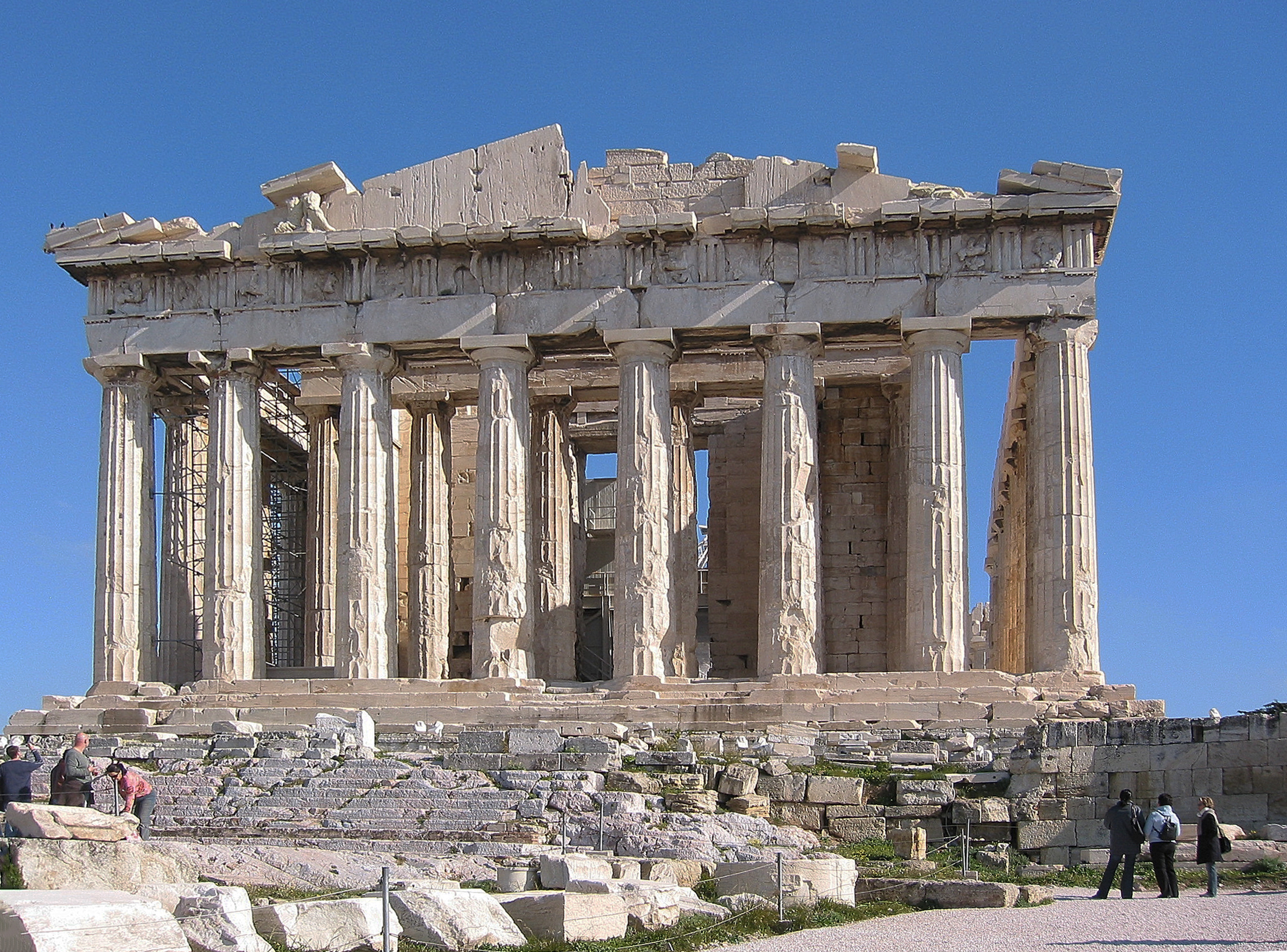
Parthenon

Ictinus (Oudgrieks:  Ἰκτῖνος, Iktinos) was een architect uit de Griekse oudheid, die zijn hoogtepunt bereikte na 450 v.Chr.
Hij was waarschijnlijk een Athener. Zijn beroemdste werk is de Parthenon op de Akropolis van Athene, waarbij hij geassisteerd werd door Phidias en Callicrates. Volgens Vitruvius schreef hij samen met een zekere Carpion een (verloren) boek over dit bouwwerk.
Andere bouwwerken van zijn hand waren:
- de Tempel van Apollo Epikourios te Bassae (volgens Pausanias)
- de nieuwbouw van het Telesterium te Eleusis (volgens Vitruvius)

- Gemeinsame Normdatei: 118555383
- International Standard Name Identifier: 0000 0000 1403 0738
- Library of Congress Control Number: n2004000956
- Réseau des bibliothèques de Suisse occidentale: 02-A026650066
- Système universitaire de documentation: 223303739
- Union List of Artist Names: 500011739
- Virtual International Authority File: 45094330